# Кайта (посёлок)
Кайта (яп. 海田町 Кайта-тё:) — посёлок в Японии, находящийся в уезде Аки префектуры Хиросима. Площадь посёлка составляет 13,81 км², население — 28 376 человек (1 июля 2014), плотность населения — 2054,74 чел./км².

## Географическое положение
Посёлок расположен на острове Хонсю в префектуре Хиросима региона Тюгоку. С ним граничат город Хиросима и посёлки Кумано, Сака.

## Население
Население посёлка составляет 28 376 человек (1 июля 2014), а плотность — 2054,74 чел./км². Изменение численности населения с 1980 по 2005 годы:
| 1980 | 29 934 чел. |  |
| 1985 | 30 633 чел. |  |
| 1990 | 30 744 чел. |  |
| 1995 | 30 047 чел. |  |
| 2000 | 30 042 чел. |  |
| 2005 | 29 137 чел. |  |

## Символика
Деревом посёлка считается камфорное дерево, цветком — подсолнечник однолетний.